# خرم سلطان
السلطانة خُرَّم (بالتركية: Hürrem Sultan، وبالتركية العثمانية: خرّم سلطان، أي "المرِحة" أو "السعيدة")، وتُعرف أيضًا باسم روكسلانا (بالأوكرانية: Роксолана)، هي زوجة السلطان العثماني سليمان القانوني، وأم ولده وخليفته السلطان سليم الثاني، وهي أول من حمل لقب خاصكي سلطان في الدولة العثمانية. وُلدت نحو عام 1505، وتوفيت في 15 أبريل 1558. تُعد خُرَّم من أكثر النساء نفوذًا وتأثيرًا في تاريخ الدولة العثمانية، وكانت أول امرأة في سلسلة من النساء البارزات اللاتي لعبن أدوارًا قيادية خلال ما يُعرف بـ"عصر سلطنة النساء".
وُلدت خُرَّم في إقليم روثينيا (كان حينها جزءًا من مملكة بولندا، ويقع اليوم في روهاتين [الإنجليزية] بأوكرانيا) لعائلة أرثوذكسية شرقية. أُسرت في إحدى غزوات تتار القرم ونُقلت عبر تجارة العبيد إلى القسطنطينية، عاصمة الدولة العثمانية آنذاك.
دخلت خُرَّم إلى الحرملك السلطاني، وارتقت تدريجيًا في المكانة حتى أصبحت الجارية المفضلة لدى السلطان سليمان، الذي منحها الاسم التركي "خُرَّم" بمعنى "المبتهجة والمحبوبة". حررها السلطان وتزوجها رسميًا في سابقة لم يشهدها التاريخ العثماني، رغم أن تقاليد السلاطين كانت تقتصر على الإنجاب من الجواري فقط دون زواج، أو في حالات نادرة جدًا من أميرات أجنبيات حرائر.
كانت خُرَّم أول جارية سلطانية تُمنح لقب السلطانة خُرَّم، وهو لقب شُرّع خصيصًا لها. بقيت إلى جانب السلطان طيلة حياتها، وتمتعت بعلاقة عاطفية قوية وحميمة معه، وأنجبت منه ستة أبناء على الأقل، من بينهم السلطان المستقبلي سليم الثاني، مما يجعلها الجدة المباشرة لجميع السلاطين العثمانيين اللاحقين وأحفاد الأسرة الحاكمة حتى اليوم. ومن اللافت أنها أنجبت خمسة أبناء ذكور، في كسرٍ واضح للتقليد العثماني الذي كان يحدد لكل جارية سلطانية إنجاب ولدٍ واحد فقط للحفاظ على توازن القوى داخل القصر.
بلغ نفوذ خُرَّم ذروته، حيث أصبحت لاعبة رئيسية في السياسة العثمانية، وتُظهر الرسائل المتبادلة بينها وبين السلطان — التي لم تُكشف إلا في القرن التاسع عشر — مدى قربها منه وثقته بها كمستشارة أولى له. كانت تراسله أثناء غيابه عن العاصمة برسائل حب مشحونة بالعاطفة، وتتضمن أيضًا معلومات سياسية وتحذيرات من مؤامرات محتملة.
مارست خُرَّم دورًا ملموسًا في الشؤون الدولية، وتدخلت أحيانًا في العلاقات بين الدولة العثمانية وموطنها الأصلي، ويُعتقد أنها ساهمت في حصول بولندا على مكانة دبلوماسية مميزة. وقد أضفت لمسة أنثوية على الدبلوماسية العثمانية، حيث كانت ترسل هدايا مطرّزة يدويًا ورسائل شخصية إلى قادة وزعماء الدول، من بينهم الملك زيغمونت الثاني أغسطس، ملك بولندا ودوق ليتوانيا الأكبر، وشاهزاده سلطانهُم، أخت الشاه الصفوي طهماسب ومستشارته المقربة التي تبادلت الرسائل مع خُرَّم، إلى جانب أميرة عثمانية يُعتقد أنها كانت ميخُرَّماه سلطان، ابنة خُرَّم وسليمان القانوني.
رعت خُرَّم مشاريع خيرية ومعمارية كبرى، من أبرزها مجمع السلطانة خُرَّم وحمام السلطانة خُرَّم الشهير. توفيت في أبريل 1558 في القسطنطينية، ودُفنت في ضريح فخم مزخرف بجانب جامع السليمانية، حيث دُفن السلطان سليمان نفسه بعد ثماني سنوات إلى جوارها.

## الأصول
ولدت خُرَّم في بلدة اسمها 'روهاتين [الإنجليزية]' ( Rohatyn) يسكنها الروس لكن يسيطر عليها البولونيون (ضمّها ستالين لأوكرانيا سنة 1939). ويعتقد أن والدها قس أرثوذكسي روسي. في 1520، اختطفت من تتار القرم أثناء هجماتهم المعتادة على شبه الجزيرة وبيعت جارية لقصر السلطان سليمان.
هناك، بدأت خُرَّم في القصر السلطاني كجارية، ثم أسلمت.

## أسماء
لا تذكر المصادر العثمانية المزامنة لعصر خُرَّم اسمها الكامل، وتكتفي بأنها خُرَّم خاصيكي سلطان (Hürrem Haseki Sultan) حيث تعني Hürrem: السعيد أو المسرور، وهو اسم يعود إلى جذره الفارسي (خُرَّم Khurram)، أما خاصيكي -أو خاصكي- سلطان فهو لقب عثماني يشير إلى الزوجة الرئيسية للسلطان، وأول من حصل عليه هي خُرَّم سلطان.
وقد سميت الجارية الروسية ألكساندرا ولما أسلمت سماها السلطان سليمان القانوني الذي عشقها «هُرَّم»، أما في المصادر العربية فتعرف باسم خُرَّم أو حُرَّم أو هُرَّم أو كريمة أو أم محمد، كما تتكرر الإشارة إليها باسمها الأوروبي ذي التنويعات المختلفة: روكسولينا، روكسلانا، روكسولانا، روكسلين، روكسيلانة وعرفت أثناء عرض المسلسل التركي المدبلج إلى العربية القرن العظيم والمعروف عربياً بحريم السلطان بالسلطانة هيام، وتصف الكثير من الكتب التاريخية خُرَّم بـ«الروسية» حينما كان جميع السلاف الشرقيون روسيّين قبل انقسامهم إلى روسيين وأوكرانيين وبلاروسيين.
وتطلق الأدبيات الأوكرانية اللاحقة على خُرَّم اسم «أناستاسيا/ناستيا» ويرد اسمها في المرويات البولندية - حيث كانت أوكرانيا جزءًا من المملكة البولندية - اسم «ألكساندرا ليسوفسكا».
كما كانت أول جارية تتزوج سلطاناً من سلاطين الدولة العثمانية، فقد كانوا لا يتزوجون من الجواري.

## حياة القصر
سرعان ما استقطبت خُرَّم اهتمام سيدها السلطان سليمان القانوني، وتتفق معظم المصادر التاريخية على تأثيرها الكبير عليه. وتظهر في الرسائل المتبادلة بين الإثنين علاقة حب متأججة.
في إحدى رسائلها إلى السلطان، كتبت خُرَّم:
| خرم سلطان | سيدي، إن غيابك عني قد أجج نارًا لا ينطفئ لهيبها. ارحم هذه الروح المعذبة وسارع في الجواب، لأنني قد أجد فيه ما يخفف عني. سيدي، حين تقرأ كلماتي ستتمنى لو أنك كتبت إلي أكثر للتعبير عن شوقك. | خرم سلطان |

العلاقة الخاصة بينها وبين السلطان، فسّرت وقوف القانوني في صف خُرَّم حين نشوب خلافات بينها وبين "ماه دوران" زوجة السلطان الأولى. كانت والدة السلطان عائشة حفصة تتدخل للتهدئة بين الزوجتين، إلا أنه بعد وفاتها عام 1535، اشتدت شراسة الخلافات وصولًا إلى الاشتباك بالأيدي.

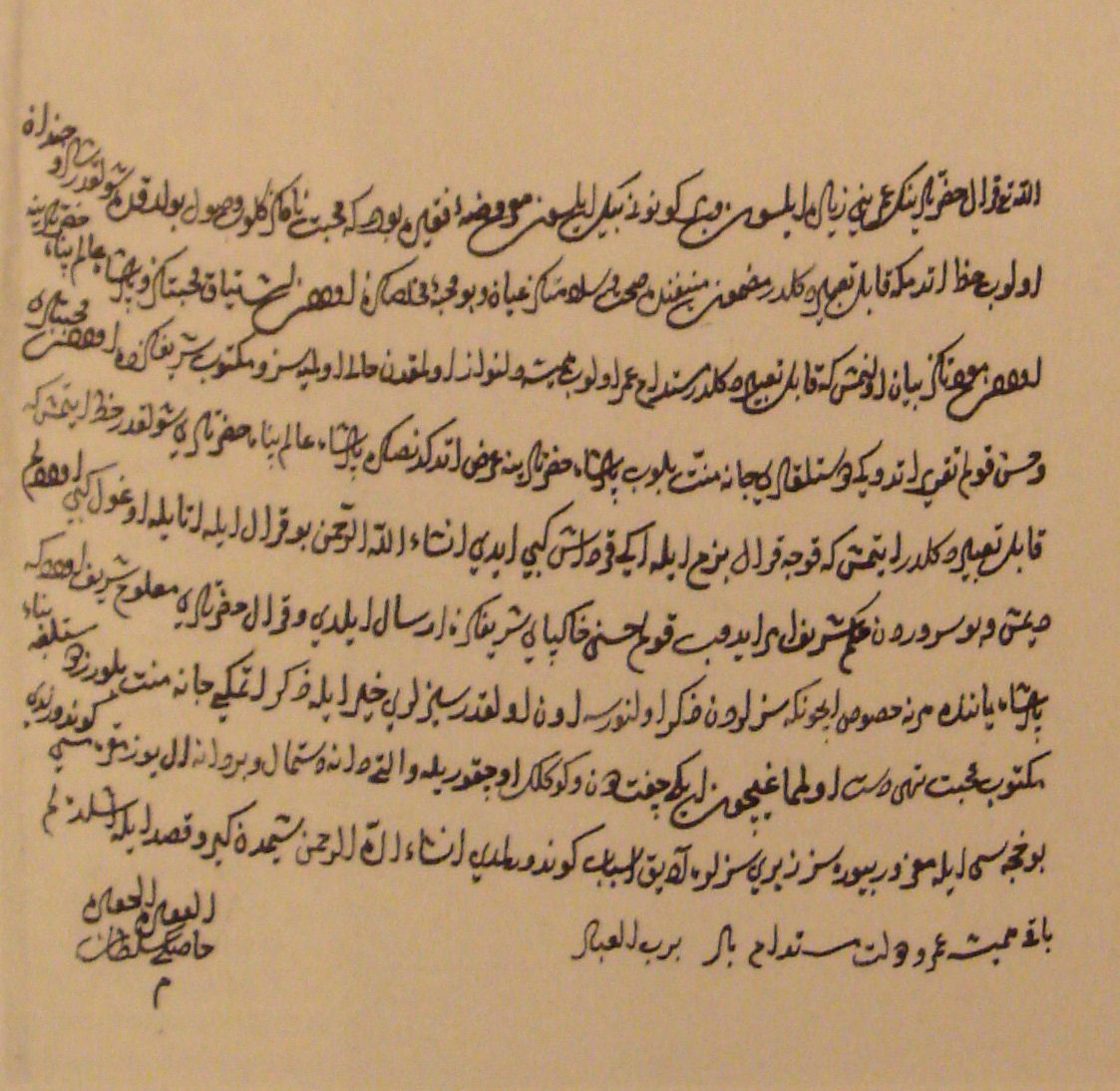
رسالة تهنئة من خُرَّم إلى زيغمونت بتوليه العرش عام 1549.

الاشتباك المعروف، والأخير، ألحق أضرارًا جسدية بخُرَّم، وكان وراء نفي السلطان لـ"ماه دوران" إلى اماسيا مع ابنها، أكبر أبناء القانوني، مصطفى؛ رغم أن هذا النفي قُدّم بوصفه إجراءً بروتوكوليًا معتادًا لتجهيز مصطفى لولاية العهد.
برحيل منافستها، باتت خُرَّم توسع نفوذها، ومارست خلال ولاية زوجها السلطان سليمان أدوارًا سياسية تفصح عنها مراسلاتها مع زعماء العالم آنذاك، وازداد موقعها أهمية مع تقديمها ستة أبناء للسلطان: الأميرة مخُرَّماه، وسليم الثاني، وشاهزاده بايزيد، وشهزاده عبد الله، وشهزاده جيهانغير، وشهزاده محمد.

## اتهامات تاريخية
يدافع بعض المؤرخين عن السلطانة خُرَّم باعتبارها راعية للكثير من الأوقاف الخيرية، ولوقوفها خلف زوجها الذي بوأته إنجازاته موقعًا فريدًا في سلسلة السلاطين العثمانين؛ غير أن مؤرخين آخرين يحمّلونها مسؤولية أحداث دموية وسياسية ضخمة ضمن مفهوم «سلطنة الحريم».

### إعدام ولي العهد
يتهم بدورها في تحريض السلطان على ابنه وولي عهده مصطفى لإفساح الطريق لابنها سليم صوب العرش العثماني. وساعدها في ذلك زوج ابنتها محرمة، الصدر الأعظم رستم باشا، الذي انتهز فرصة قيادة مصطفى لإحدى الحملات العسكرية إلى بلاد فارس ليكاتب السلطان بأن ابنه، بمساعدة من العسكر المعجبين به، ينوي الانقلاب عليه. عام 1553، سافر السلطان إلى فارس، واستدعى ابنه إلى خيمته، ليتم خنقه فور دخوله بخيط من الحرير وفقًا للتقاليد العثمانية في إعدام الشخصيات المهمة.

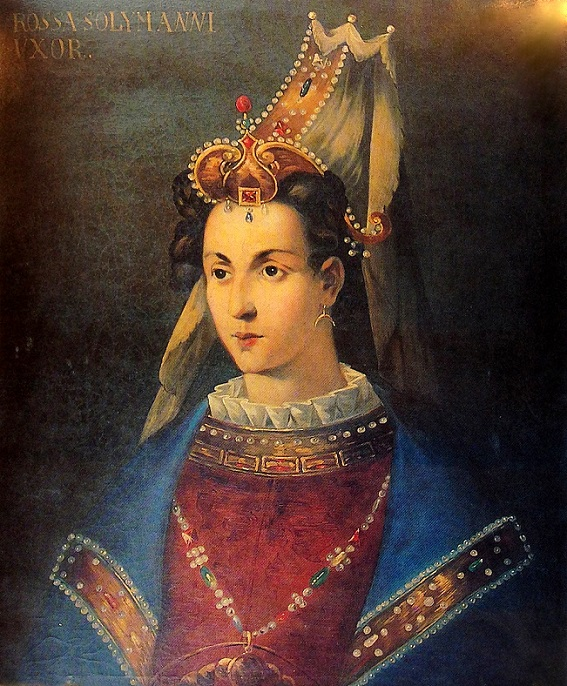
خُرَّم كما تخيلها رسام في لوحة من القرن الثامن عشر.

وكتب سفير النمسا في بلاط القانوني، الذي ألف كتابًا عن الدولة العثمانية طبع عام 1633، يمتدح السلطان العثماني ويعدد مزاياه قبل أن يتطرق إلى حادثة قتل ولي العهد؛ يقول:
| خرم سلطان | .. ولكنه كان مغرمًا بزوجته وحبه المتزايد لها جعله يقتل ابنه مصطفى. وحتى هذه النقيصة تنسب عادة إلى غلبتها عليه بجمالها الخلاّب وإكسير الحب. ومن المؤكد أنه بعد أن اختارها لتكون زوجته الشرعية لم يلامس أية امرأة أخرى مع أن شريعتهم لم تمنعه من ذلك. | خرم سلطان |

### إسقاط الصدر الأعظم
يتهم المؤرخون خُرَّم بالوقوف وراء إحدى أكثر أحداث التاريخ العثماني جدلًا، وذلك هو إعدام الصدر الأعظم القوي، رفيق صبا القانوني وساعده الأيمن، إبراهيم باشا. ووفقًا للروايات، فإن السلطانة خُرَّم سعت لتقويض ثقة السلطان بإبراهيم، خاصة مع دعم الأخير لمصطفى النجل الأكبر للسلطان من زوجته الأولى "ماه دوران".
في واحدة من الرسائل التي كتبتها خُرَّم إلى السلطان، جاء ذكر إبراهيم باشا صراحة، كالتالي:
| خرم سلطان | سيدي، تسألني عن السبب في غضبي على إبراهيم باشا، وحين يجمعنا الله ثانية سأذكر لك السبب وستفهمني. | خرم سلطان |

ويربط المؤرخون بين إعدام إبراهيم باشا خنقًا بأمر سلطاني عام 1536، تم تعيين أولا إلياس باشا ثم لطفي باشا وبعد ذلك تم تعيين زوج ابنة خُرَّم، رستم باشا، صدرًا أعظمًا للقانوني.

### تنصير وتهويد
لاحقت جذور خُرَّم المسيحية سمعتها التاريخية، إذ تُتهم باستغلال موقعها لتقويض الدولة العثمانية الإسلامية لصالح الدول الأخرى، بما فيها الصفوية، ويزعم مؤرخون، دون سند، أنها يهودية الأصل؛ رابطين مسلكها في القصر السلطاني بذلك.

## أعمال خيرية
استثمارًا لموقعها النافذ، قدمت خُرَّم العديد من الأوقاف والمنشآت الخيرية في العاصمة العثمانية، كما ولكونها زوجة خليفة المسلمين فقد شملت أعمالها مكة المكرمة والقدس.
من أوائل أعمالها، مسجدًا ومدرستين قرآنيتين ومستشفى نسائي في إسطنبول، إضافة إلى حمام لخدمة المصلين في آيا صوفيا.
وفي القدس، ما يزال الوقف الذي دشنته روكسلانا عام 1552 يقدم خدماته إلى الفقراء، ويعرف اليوم باسم «تكية خاصكي سلطان» إشارة إلى اللقب الفخري للسلطانة خُرَّم. «وفي شهر رمضان بالذات يظل لهذا المعلم التاريخي والحضاري حضور وعطاء خاصين حيث يتوافد الفقراء واليتامى والمساكين وعابري السبيل بكثافة للتزود بوجبات الإفطار».

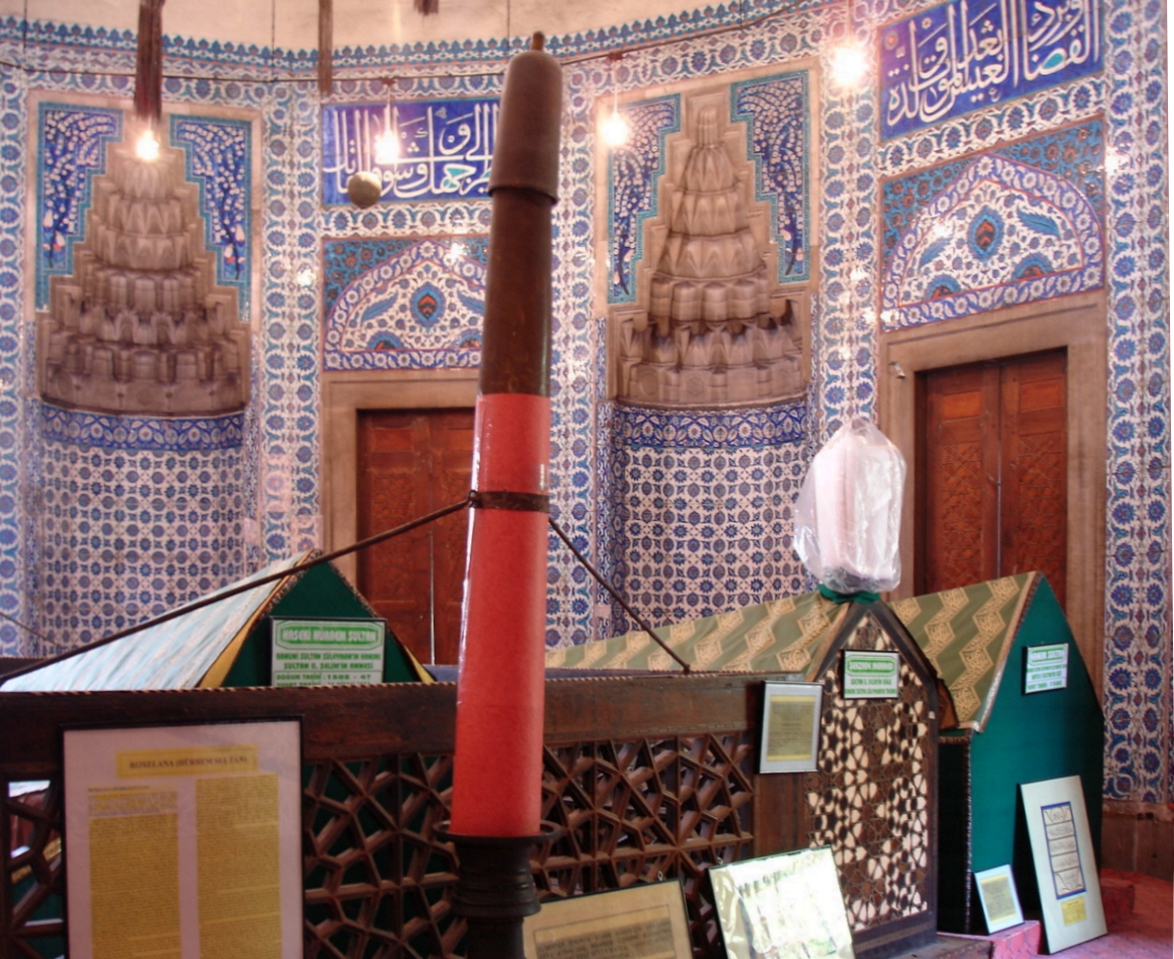
ضريح خُرَّم في المسجد السليماني.

## الوفاة
توفيت خُرَّم في 15 أبريل 1558 ودفنت في ضريح مقبب يتبع للمسجد السليماني، وقد دفن زوجها السلطان لاحقًا قريبًا منها.

## إحياء
تلهم خُرَّم الفنانين، وتعود بين فترة وأخرى إلى الواجهة من خلال عمل فني، رواية أو لوحة أو موسيقى، تستعيد قصة الحب التي ربطتها بالسلطان العثماني، أو صعودها من جارية إلى سلطانة قوية.
واحدة من هذه الأعمال هي السيمفونية رقم 63 لهايدن، إذ تعرف باسم «روكسلانا» اعتمادًا على الحركة الثانية من السيمفونية التي تحمل هذا الاسم، يضاف إلى ذلك الكثير من اللوحات الفنية التي حاولت رسم السلطانة العثمانية مقتدية بفتنتها التاريخية.
وعادت خُرَّم إلى الواجهة مؤخرًا بإذاعة المسلسل التركي "القرن العظيم" المعروف عربيًا باسم «حريم السلطان».
تبنى المسلسل وجهة النظر السلبية تجاه خُرَّم -واسمها في الدبلجة العربية «هُيام»- إذ أظهرها بمظهر المتآمرة الطامحة إلى الترقي مهما كانت الضريبة، وهي الصورة التي رسمها كثير من المؤرخين وعارضها بعضهم.
كما أقيم في تركيا خلال عام 2011 معرض «عشق السلاطين» الذي تضمن سبع خطابات كتبتها خُرَّم إلى زوجها السلطان .

## معرض صور

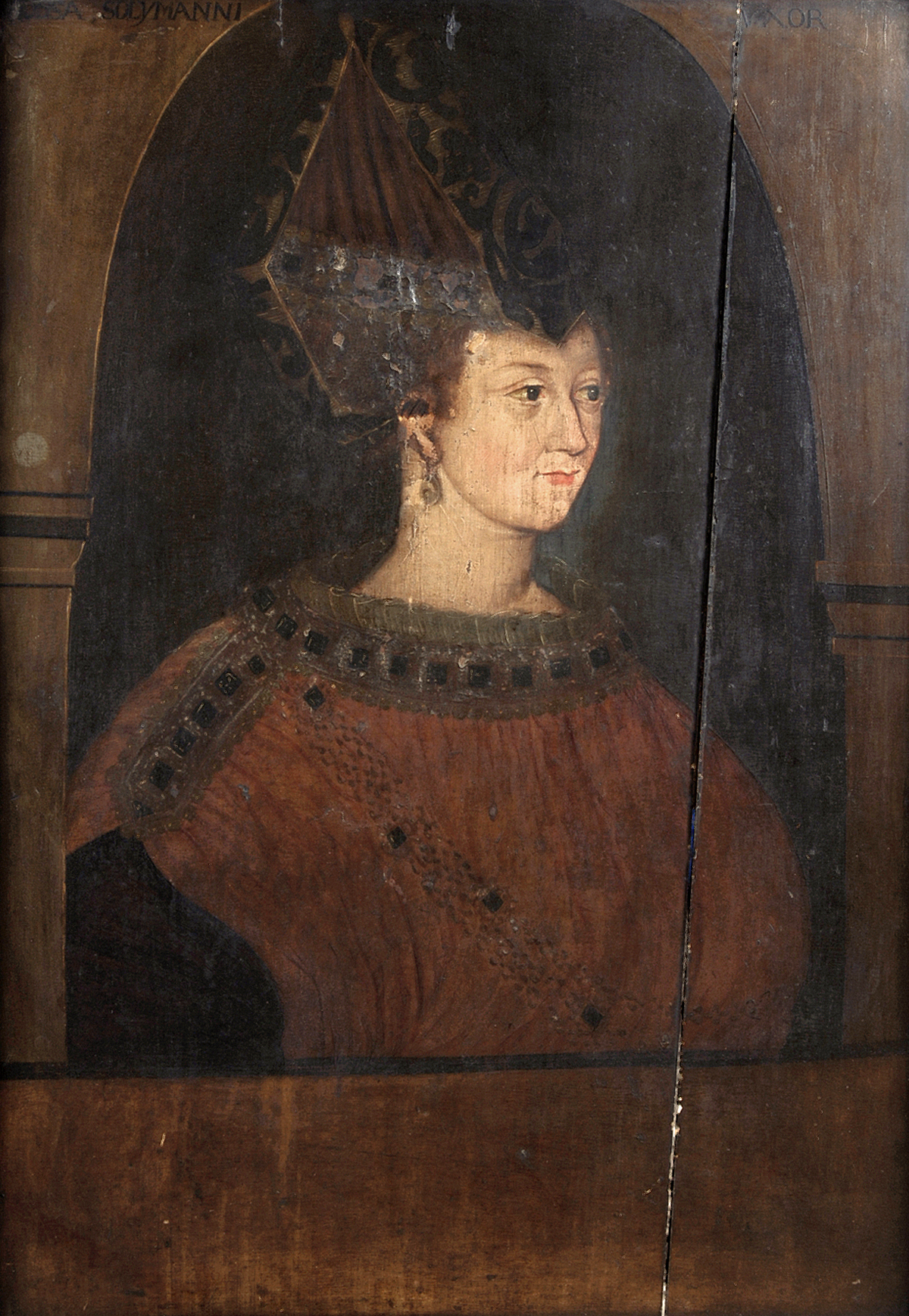
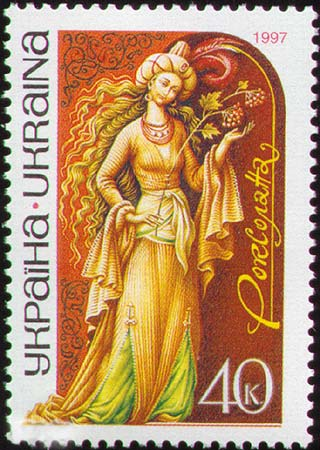
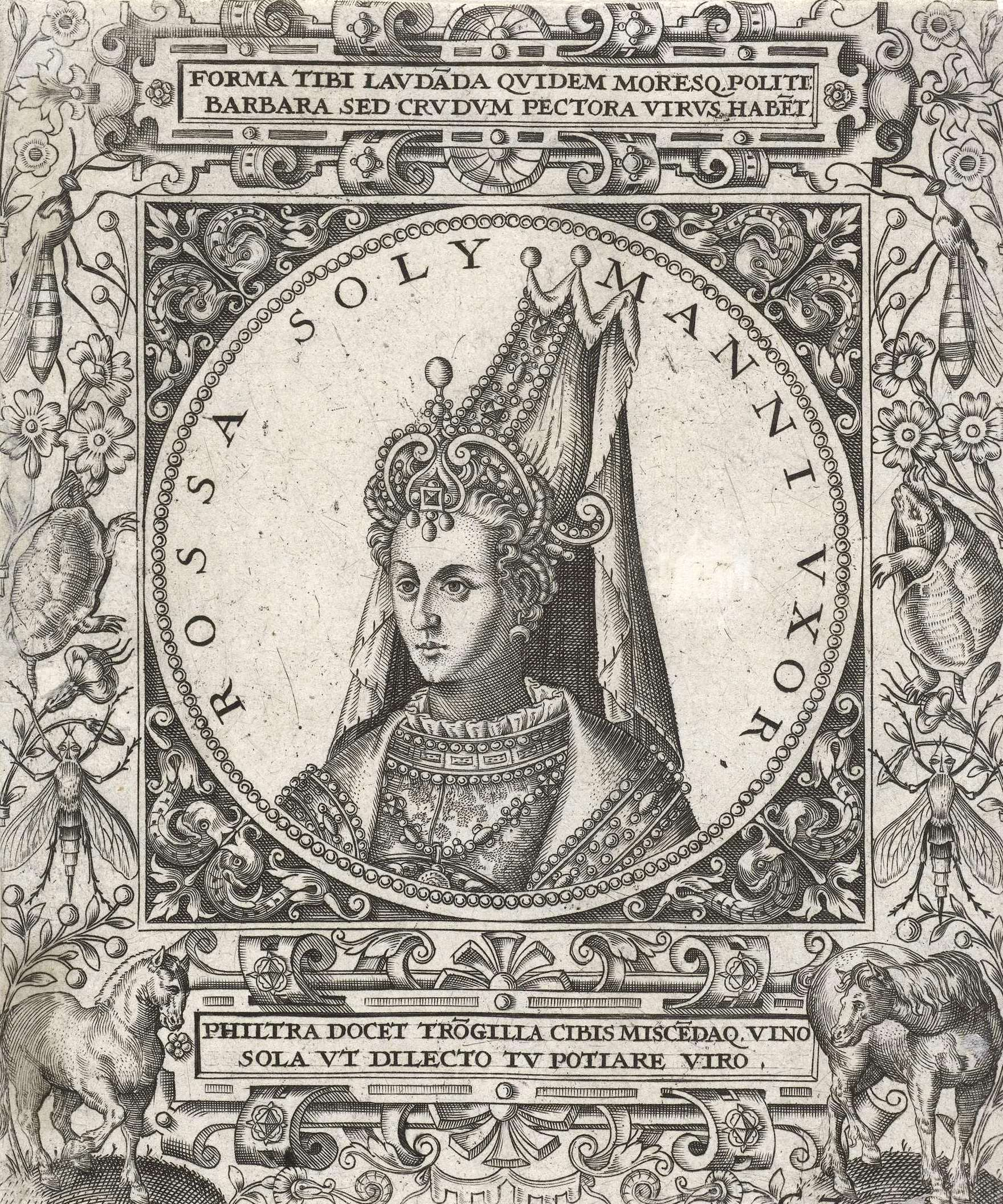

- 1=روكسلانا سلطان، زوجة سليمان القانوني (1500-1558).